# ⊿ (Perfume專輯)
《⊿》（Triangle）是日本流行電音組合Perfume第三張專輯。於2009年7月8日發行。唱片公司為Tokuma Japan Communications。

## 概要
- 距離前作專輯「GAME」發行1年3個月的專輯。
- 專輯標題名為「⊿」，官方讀法為「Triangle」，意思為三角形。此標題的由來是源於拉丁語中的「Tri」一字，即是「3」的意思，表示了這是Perfume第三張專輯，以及三位成員的意念[1]。
- 選擇使用三角形圖案作為專輯標題，是為了能對聽眾方面增加衝擊性。Perfume三位成員對於圖案擺放的方法也考慮了很久，由於他們不喜歡三角形的頂點朝向正上方，同時希望表達「Perfume三人都是平等的，三位一體，並不會偏向任何一邊」這樣的想法，最後決定以倒著擺放的三角形作為最終的標題[2]。
- 專輯取得了Oricon公信榜專輯榜週榜冠軍，打破了前作自身初動銷售張數的記錄。
- 「願い（願望）」此曲當初並沒有決定收錄在本專輯，但是製作人中田康貴在觀看Perfume在2009年5月舉行的演唱會「エスキモー pino presents ディスコ！ディスコ！ディスコ！」時，重新認識到這首歌中良好的地方，因此在製作截止的前一天，急忙決定收錄這首歌。他在其後一晚製作了此曲的混音版本，作為專輯收錄的一部份[3]。
- 收錄「edge」的重新混音版本「⊿-mix」，歌曲長達8分43秒。包含本身單曲收錄的原本及另一混音版本在內，此曲合共有3個版本。
- DVD收錄了「I still love U」的PV。PV中有三人露出微妙表情的場景，實際上是他們是在接受腳底按摩，攝影機特地沒有拍攝到這個部份[4]。作為此專輯的宣傳，Perfume曾在電視上表演這首歌。

## 收錄曲

### CD
| 曲序     | 曲目                                   | 时长  |
| -------- | -------------------------------------- | ----- |
| 1.       | Take off                               | 0:48  |
| 2.       | love the world                         | 4:32  |
| 3.       | Dream Fighter                          | 4:53  |
| 4.       | edge (⊿-mix)                           | 8:43  |
| 5.       | NIGHT FLIGHT                           | 5:21  |
| 6.       | Kiss and Music                         | 2:35  |
| 7.       | Zero Gravity                           | 4:53  |
| 8.       | I still love U                         | 4:33  |
| 9.       | The best thing                         | 4:23  |
| 10.      | Speed of Sound                         | 3:59  |
| 11.      | One Room Disco（ワンルーム・ディスコ） | 5:09  |
| 12.      | 願望 (Album-mix)（願い (Album-mix)）   | 4:58  |
| 总时长： | 总时长：                               | 54:54 |

### DVD（初回限定盘）
1. 「I still love U」 Special Video Clip
2. 「NIGHT FLIGHT」 LIVE@代々木第一体育館 May 10th,'09
3. 「edge」 LIVE@代々木第一体育館 May 10th,'09 ⊿-version
4. 「love the world」 TV-SPOT
5. 「Dream Fighter」 TV-SPOT
6. 「ワンルーム・ディスコ」 TV-SPOT

## 商業搭配
| 曲名         | 商業搭配                          |
| ------------ | --------------------------------- |
| NIGHT FLIGHT | 森永乳業『エスキモー pino』廣告歌 |

## 關連項目
- Perfume Second Tour 2009『直角二等邊三角形TOUR』